# 廣岡淑生
廣岡 淑生 （ひろおか よしお、1898年（明治31年）9月1日 - 1988年（昭和63年）7月8日、本名 : 廣岡 九一）は、昭和期の音楽教育者であり、全日本吹奏楽連盟会長、日本吹奏楽指導者協会会長を務めた。名字が 広岡 と表記されることもある。

## 経歴
明治31年(1898年)、三重県上野市(現伊賀市)に生まれる。大正14年(1925年)東京音楽学校(現東京芸術大学)第四臨時教員養成所オルガン科卒業。和歌山県立新宮高等女学校(現和歌山県立新宮高等学校)教諭、昭和3年(1928年)東京府立第一商業高等学校(現東京都立第一商業高等学校)講師、東京府立大泉師範学校(現東京学芸大学教育学部)、お茶の水女子大学講師、川村学園講師を歴任。東京府立第一商業高等学校吹奏楽団では吹奏楽部を設立し指揮者を務め、昭和15年(1940年)第1回全日本吹奏樂競演會 紀元二千六百年奉祝 集團音楽大行進並大競演會(現全日本吹奏楽コンクール)に出場し、吹奏楽 学生部 第3位 に導く。など昭和初期からスクールバンドの発展に尽くした。「スクールバンド」という名称は、この頃に廣岡が軍楽隊やジンタと区別するために用いたことが始まりであった。また各楽器の教則本を多く執筆した。特に、昭和16年(1941年)に廣岡が音楽教育の研究が進んでいたアメリカから吹奏楽に関する指導書や研究書、楽譜を取り寄せてスクールバンドについて研究したことをまとめた「吹奏楽団の指導と経営」(共益商社書店)は、我が国初の吹奏楽の総合指導書となった。戦後、お茶の水女子大学附属中学校吹奏楽部を設立。昭和34年(1959年)には吹奏楽専門誌「バンドジャーナル」(音楽之友社)の発刊にも携わった。昭和35年(1960年)7月に全国中学校吹奏楽研究協議会を設立し会長に就任し、第1回研究会を開催する。
昭和36年(1961年)東京都吹奏楽連盟初代理事長 、昭和43年(1968年) - 昭和44年(1969年)日本吹奏楽指導者協会(JBA)第2代会長、昭和45年(1970年) - 昭和47年(1972年)全日本吹奏楽連盟会長等の要職を務め、日本の吹奏楽の発展に寄与した。昭和63年(1988年)、逝去。

## 主な受賞
- 昭和50年(1975年) - 勲五等双光旭日章(内閣府)
- 昭和61年(1986年) - 第26回久留島武彦文化賞

## 著書
- 広岡九一『トランペット・コルネット教則本』共益商社書店、1934年。
- 広岡九一『アルトホルン教則本』共益商社書店、1935年。
- 広岡九一『バリトン教則本 : バルブトロンボーン教則本』共益商社書店、1935年。
- 広岡九一『バスチューバ教則本』共益商社書店、1935年。
- 広岡九一『ピツコロ教則本 : メーヤー・ボエーム式共用』共益商社書店、1937年。
- 広岡九一『吹奏楽団の指導と経営』共益商社書店、1941年。
- 広岡九一『クラリネット教則本』音楽之友社、1948年。
- 広岡九一『コルネット・トランペット教則本』音楽之友社、1948年。
- 広岡九一『吹奏楽の教え方』音楽之友社、1949年。
- 広岡淑生「吹奏楽指導上の諸問題」『教育音楽(日本教育音楽協会編)』、音楽之友社、1951年、63-65頁。[9]
- 広岡淑生「flute(C piccolo)」『吹奏楽合奏練習書』、音楽之友社、1952年。[10]
- 広岡淑生『打楽器教則本』音楽之友社、1953年。
- 小松耕輔; 廣岡九一『しょうがくのおんがく』大日本雄弁会講談社、1955年。
- 広岡淑生『サクソフォーン教則本』音楽之友社、1955年。
- 広岡淑生『目で見る学習音楽小事典』福音館書店、1957年。
- 小森宗太郎、廣岡九一、青木 由之介「リズム楽器の奏しかた」『少年少女のための音楽実技全集』、音楽之友社、1961年。
- 広岡淑生『トロンボーン教則本〔バストロンボーン〕』音楽之友社、1965年。
- 広岡淑生『打楽器教則本』音楽之友社、1965年。
- 広岡淑生『ユーフォニウム教則本 : 小バス』音楽之友社、1966年。